# Philodendron latifolium
Philodendron latifolium är en kallaväxtart som beskrevs av Karl Heinrich Koch. Philodendron latifolium ingår i släktet Philodendron och familjen kallaväxter.
Artens utbredningsområde är Venezuela. Inga underarter finns listade.